# David Vaughan
David Owen Vaughan (ur. 18 lutego 1983 w Abergele) – walijskim piłkarzem występującym na pozycji pomocnika w angielskim klubie Nottingham Forest oraz w reprezentacji Walii.

## Kariera
Vaughan pochodzi z Abergele. Swoją karierę piłkarską rozpoczął w roku 2000 w angielskim Crewe Alexandra. Zadebiutował tam 19 sierpnia w zremisowanym 0:0 ligowym meczu z Blackburn Rovers. Pierwszego gola zdobył natomiast 10 grudnia 2002 w spotkaniu z Doncaster Rovers. W Crewe Alexandra Vaughan grał do roku 2008. W tym czasie wystąpił w 185 ligowych meczach i strzelił w nich 18 bramek. Następnie, 1 stycznia podpisał kontrakt z hiszpańskim Realem Sociedad. Grał tam przez osiem miesięcy. W tym czasie zagrał w 9 meczach i strzelił jedną bramkę. 4 sierpnia przeszedł do swojego obecnego klubu - Blackpool. Zadebiutował w nim 9 sierpnia w meczu z Bristol City. Pierwszą bramkę zdobył natomiast 7 lutego 2009 roku w spotkaniu z Doncaster Rovers. 8 lipca 2011 roku podpisał trzyletni kontrakt z Sunderlandem.
Vaughan ma za sobą występy w reprezentacji Walii U-19 i U-21. W dorosłej kadrze zadebiutował 26 maja 2003 w przegranym 1:0 meczu z USA. Dotychczas rozegrał w niej 38 spotkań.